# Raffaello Battaglia
Raffaello Battaglia (Trieste, 30 de outubro de 1896 – Pádua, 18 de março de 1958) foi um antropólogo e paleontólogo italiano. Foi professor da Universidade de Pádua de 1932 até sua morte, diretor do Museu de Antropologia e Etnologia de 1934 a 1936 e presidente da Comissão Grutas "Eugenio Boegan" de 1940 a 1942.